# Rahm Emanuel
Rahm Israel Emanuel (født 29. november 1959) er en amerikansk politiker, som har været medlem af Repræsentanternes Hus for Demokratiske parti (USA) siden 2003 som repræsentant for Illinois' 5. distrikt, som dækker det meste af Chicagos nordlige del og dele af forstaden Cook County. Emanuel var formand for det demokratiske partis kampagnekomite ved midtvejsvalget i 2006. Efter at det demokratiske Parti genvandt kontrollen med Repræsentanternes Hus, blev han valgt som Formand for Demokraternes Stemmeafgivelse i Repræsentanternes Hus. Før han blev valgt til at være den kommende præsident Obamas stabschef , var han den fjerdehøjst rangerende demokrat i Repræsentanternes Hus efter formanden Nancy Pelosi, leder Steny Hoyer og whip (indpisker) Jim Clyburn.
Den 6. november 2008 accepterede Emanuel tilbuddet fra den kommende præsident, Barack Obama, om at blive Det Hvide Hus stabschef i Obamas administration, som begyndte den 20. januar 2009.
Emanuel er kendetegnet ved sin stærke og vedholdende stil og sine evner til at skaffe penge.

## Personlig baggrund
Rahm Emanuel (Hebræisk:רם עמנואל) blev født i Chicago, Illinois. Hans fornavn, Rahm, betyder "høj" eller "højtravende" på hebræisk, medens hans efternavn, Emanuel, betyder "Gud er med os." Ifølge hans fader, Benjamin M. Emanuel, er sønnen opkaldt efter Rahamim, en Lehi-kombattant som blev dræbt. Rahms efternavn blev taget af familien i 1933, efter at Rahms onkel på mødrene side, Emanuel Auerbach, var blevet dræbt i et sammenstød med Arabere i Jerusalem. Hans fader, den Jerusalem-fødte Benjamin M. Emanuel er børnelæge og tidligere medlem af Irgun, en militant Zionistisk gruppe , som var aktiv i den britiske mandatperiode i Palæstina mellem 1931 og 1948. Hans moder, Martha Smulevitz, arbejdede som røntgentekniker og var datter af en lokal fagforenings-organisator. Hun blev en borgerrettigheds-aktivist; hun var også ejer af en rock and roll klub i Chicago-området. De to mødtes i Chicago i 1950'erne. Emanuel var inspiration for figuren Josh Lyman i tv-serien Præsidentens mænd.
Da familien boede i Chicago, gik han i Bernard Zell Anshe Emet Day School, en jødisk privatskole. Efter at familien flyttede til Wilmette, kom han i offentlige skoler: Romona School, Wilmette Junior High School, og New Trier West High Schoo. Han tog eksamen fra Sarah Lawrence College i 1981, og fortsatte til Northwestern University, hvor han tog en master's degree i Tale og Kommunikation i 1985. Medens han stadig studerede, arbejdede han i Ohio-politikeren David Robinson kampagne for valg til kongressen i Chicago.
Emanuel var civil volontør i Israel Defense Forces under Golfkrigen i 1991, tjenestegørende på en af Israels nordlige baser.
Emanuels kone, Amy Rule, som tog eksamen fra Wharton School of the University of Pennsylvania, konvertede til moderne ortodoks jødedom kort før brylluppet. De er medlemmer af Anshe Sholom B'nai Israel, en moderne ortodoks forsamling i Chicago. De har tre børn, sønnen Zacharias og døtrene Ilana og Leah.
Rabbi Asher Lopatin fra Anshe Sholom B'nai Israel er citeret for følgende: "Det er en meget engageret jødisk familie"; "Amy var en af lærerne for en skoleklasse under de store helligdage for to år siden." Emanuel har sagt om sin jødedom: "Jeg er stolt af min arv og værdsætter de værdier, som den har lært mig." Emanuels familie bor på Chicagos North Side, i North Center-området.
Emanuel træner og deltager i triathlon.

## Karriere i politik
Han begyndte sin karriere i forbrugerrettigheds-organisationen Illinois Public Action. Han fortsatte i en lang række stillinger i både lokal og national politik. I begyndelsen specialiserede han sig i indsamling af penge til kampagner i Illinois og siden nationalt.
Emanuel arbejdede for demokraten Paul Simons valgkampagne i forbindelse med valget til Senatet i 1984, blev så national kampagneleder for Democratic Congressional Campaign Committee i 1988 og derpå seniorrådgiver og chef-fundraiser for Richard M. Daleys sejrrige kampagne for borgmesterposten i Chicago i1989.
Ved starten af Bill Clintons primærvalgskampagne blev Emanuel udpeget til at lede kampagnens finanskomite. Emanuel insistede på, at Clinton skulle udsætte sin kampagne i New Hampshire og i stedet bruge tiden på national fundraising. Efter megen diskussion frem og tilbage internt erklærede Clinton sig til sidst enig og begyndte en aggressiv fundraising-kampagne over hele USA. Dette gav pote senere, idet det gav kampagnen en afgørende buffer med penge, således at den kunne købe TV-tid for at svare igen på de angreb på Clintons karakter, som ellers truede med at forsumpe kampagnen under primærvalget i New Hampshire.
Clintons største rival i primærvalget, Paul Tsongas, trak sig senere med forklaringen, at pengene var sluppet op. Richard Mintz, en Washington PR-konsulent, som arbejdede sammen med Emanuel i kampagnen, har udtalt sig om fornuften i strategien: "Det var den ekstra million dollars, som virkelig gjorde kampagnen i stand til at modstå stormen i New Hampshire med hensyn Clintons forhold til Gennifer Flowers og kontroversen om hans manglende værnepligt under Vietnam-krigen." Emanuels kendskab til landets topdonorer, og at han var på bølgelængde med potentielle donorer indenfor det jødiske samfund, hjalp Clinton til at skrabe en sum sammen på, indtil da, uhørte 72 millioner $.
Efter kampagnen blev Emanuel seniorrådgiver for Clinton i Det Hvide Hus fra 1993 til 1998. Her var han først Assistant to the President for Political Affairs og senere Senior Advisor to the President for Policy and Strategy. Han var den ledende strateg i det mislykkede forsøg på at indføre sygesikring for alle og mange andre Clinton-initiativer.
Et af hans stolteste øjeblikke i Clinton-administrationen "var en begivenhed, som rørte hans politiske følsomhed og hans personlige bånd til Israel: Ceremonien, som udspillede sig i Det Hvide Hus' rosenhave i 1993 efter underskrivelsen af Oslo-aftalen mellem Israel og Det palæstinensiske selvstyre. Emanuel tilrettelagde detaljerne ved ceremonien, helt ned til koreograferingen af det berømte håndtryk mellem den israelske premierminister Yitzhak Rabin og selvstyrets præsident Yasser Arafat."
Emanuel siges "at have sendt en rådden fisk til en tidligere medarbejder, efter at deres veje var skiltes." På valgnatten efter præsidentvalget i 1996 "blev Emanuel så vred på præsidentens fjender, at han rejste sig op under en fejringsmiddag med kolleger fra kampagnen, greb en stegekniv og begyndte at udspy en liste over forrædere, mens han råbte: 'Død! ... Død! ... Død!' og hamrede kniven i bordet efter hvert navn." Hans "take-no-prisoners attitude" gav ham siden øgenavnet "Rahm-bo".
Folk, som har arbejdet sammen med Emanuel på denne tid , "insisterer på, at den engang så stærkt udfarende Emanuel er blødt op og er blevet mere moden." Han forlod Det Hvide Hus og sagde ja til et velbetalt job dom administrerende direktør i investeringsbanken Wasserstein Perella & Co./Dresdner Kleinwort i Chicago, hvor han var fra 1999 til 2002 og angiveligt tjente 8 millioner $ i denne periode.
Emanuel sad også i bestyrelsen for Federal Home Loan Mortgage Corporation ("Freddie Mac"), 2002-2004. [kilde mangler]

### Karriere i Kongressen
Efter at have besluttet sig for at vende tilbage til politik, gik han målrettet efter sædet i Repræsentanternes Hus for det 5. distrikt i Illinois, indtil da indehavet af Rod Blagojevich, som besluttede ikke at kandidere mere og i stedet med succes stillede op til valget om guvernør-posten i Illinois.
Hans stærkeste modstander blandt de øvrige 7 kandidater i demokraternes primærvalg i 2002, den egentlige udfordring i dette stærkt demokratisk prægede distrikt, var tidligere repræsentant for Illinois Nancy Kaszak, som uden held havde udfordret Blagojevich i primærvalget i 1996. Det mest kontroversielle øjeblik i primærvalget indtraf, da Edward Moskal, formand for Polish American Congress, en politisk aktionskomite, som stod bag Kaszak, kaldte Emanuel for en "millionær-carpetbagger, som ingenting ved" om "vores arv". Moskal beskyldte også Emanuel for at have dobbelt statsborgerskab med Israel og for at have gjort tjeneste i den israelske hær. Rahm var civil volontør i Israel Defense Forces under Golf-krigen i 1991 og blev født som statsborger dér, grundet sin faders (dobbelte) israelsk-amerikanske statsborgerskab, men gav afkald på det, da han blev 18.
Emanuel indkaldte en koalition af Chicagos religiøse ledere for at de kunne tage afstand fra hændelsen. Han sagde senere: "Et af de stolteste øjeblikke i mit liv har været at se folk i mit distrikt med alle deres forskellige baggrunde demonstrere fælles værdier ved at træde sammen som svar på dette åbenlyse forsøg på at så splid imellem os." Moskals kommentarer blev udråbt til at være antisemitiske af mange, inklusive Kaszak. Emanuel vandt primærvalget og slog derefter let den republikanske kandidat Mark Augusti i midtvejdvalget i Illinois 2002.
Emanuel støttede joint Congressional resolution (Irak resolutionen) i oktober 2002, som autoriserede Irak-krigen, hvormed han adskilte sig fra alle de andre ni demokratiske af Illinois medlemmer af Kongressen. (Senator Richard Durbin, Repræsentanter Bobby Rush, Jesse Jackson, Jr., Bill Lipinski, Luis Gutiérrez, Danny K. Davis, Jan Schakowsky, Jerry Costello og Evans)

### DCCC-formand
Emanuel blev udnævnt til formand for Democratic Congressional Campaign Committee (DCCC) i 2005. Før Emanuel begyndte at arbejde for Clinton, havde han været ansat i komiteen, som hovedsagelig tjener til at rekruttere kandidater til Repræsentanternes Hus og at skaffe penge til at hjælpe både nye kandidater og de, som allerede er medlemmer.
I sin egenskab af formand erklærede han, at "winning is everything", og han opfordrede demokratiske kandidater til at tillægge sig mere centristiske synspunkter. Emanuel blev kendt for at have en divergerende opfattelse, hvad angår demokraternes valgstrategi i forhold til formanden for Democratic National Committee, Howard Dean. Dean var tilhænger af en "50 staters strategi", hvor man opbyggede støtten til det demokratiske parti på langt sigt, medens Emanuel mente at en mere taktisk tilgang, hvor man fokuserede opmærksomheden på nøgle-distrikter, var nødvendigt for at vinde.
Da det kom til stykket, fik det demokratiske parti dog en stor fremgang i midtvejsvalget i 2006, da de vandt 30 ekstra pladser i Repræsentanternes Hus. Emanuel har modtaget betydelig ros for sin ledelse af DCCC i denne periode, endda fra Illinois-republikaneren Ray LaHood, (der siden blev transportminister i Obamas regering), som udtalte: "Han kan helt berettiget kaldes for det demokratiske partis gulddreng. Han rekrutterede de rigtige, fandt pengene og betalte for dem og fandt emner til dem. Rahm gjorde, hvad ingen andre kunne gøre selv i syv valgperioder." Nogle af sejrene i 2006 fandt sted i områder, som var blevet meget republikanske i årene inden, såsom Nancy Boydas sejr over Jim Ryun i Kansas.
Emanuel er stadig tæt på Bill Clinton og talte strategi med ham mindst en gang om måneden, mens han var formand for DCCC. Han erklærede i april 2006, at han ville støtte Hillary Rodham Clinton, hvis hun stillede op til præsidentvalget i 2008. Men Emanuels loyalitet gerådede i konflikt, da hans hjemstatssenator Barack Obama udtrykte interesse for at stille op. Da han i januar 2007 blev spurgt om sin stillingtagen til nomineringen af den demokratiske præsidentkandidat, sagde han: "Jeg gemmer mig under skrivebordet. Jeg er meget langt nede under bordet, og jeg har papir og telefon med herned."

### 2008-bidrag
Open Secrets rapporterede at Rahm Emanuel "var 2008-valgets største bidragsmodtager i Repræsentanternes Hus fra hedgefonde, private equity-firmaer og de større værdipapir/investeringsfirmaer".

### Stabschef
Emanuel er blevet kaldt den mest indflydelsesrige stabschef for Det Hvide Hus i en generation.

## Bøger
- The Plan: Big Ideas for America, af Rahm Emanuel og Bruce Reed, PublicAffairs Books of Perseus Books Group, august 2006, ISBN 1-58648-412-5. Information fra udgiveren.

## Mere læsning
Biografi
- The Thumpin': How Rahm Emanuel and the Democrats Learned to Be Ruthless and Ended the Republican Revolution, af Naftali Bendavid Doubleday (May 8, 2007), ISBN 978-0-385-52328-8

Artikler
- Hendrix, Steve Fighting for The Spoils The Washington Post, 22. oktober 2006
- Profile: Rahm Emanuel The Guardian, November 10, 2006
- Bendavid, Naftali The House that Rahm Built Chicago Tribune, 12. november 2006
- Democratic Caucus Chair Rahm Emanuel NPR Fresh Air from WHYY, 11 januar 2007, 20-minuters interview.

## Eksterne links
- U. S. Congressman Rahm Emanuel Arkiveret 8. november 2008 hos  Wayback Machine Officiel Kongres-side
- Friends of Rahm Emanuel Arkiveret 6. november 2008 hos  Wayback Machine Officiel kampagne side
- Profile Arkiveret 8. november 2008 hos  Wayback Machine hos SourceWatch Congresspedia
- Samlede nyheder og kommentarer hos The New York Times
- Profile: Rahm Emanuel fra BBC News
- Rahm Emanuel på Curlie (som bygger videre på Open Directory Project)